# Загадочное убийство Белль
«Загадочное убийство Белль» (фр. Belle) — французский драматический триллер 2024 года режиссёра Бенуа Жако. Экранизация романа Жоржа Сименона «Смерть красавицы», опубликованного в 1952 году. Главные роли в фильме исполнили Гийом Кане и Шарлотта Генсбур. Премьера состоялась 12 ноября 2024 года на Международном кинофестивале в Форт-Лодердейле.

## Сюжет
В провинциальном городке живёт учитель математики Пьер со своей женой Клеа, оптиком. Посреди ночи в их доме происходит убийство, но Пьер был в доме один: Белль, девятнадцатилетняя дочь знакомых, которая гостила у них, находят задушенной в её спальне. У Пьера нет ни алиби, ни доказательств, и все обвиняют его.

## В ролях
- Гийом Кане — Пьер
- Шарлотта Генсбур — Клеа

## Производство
В мае 2023 года на Каннском кинофестивале компания France Télévisions Distribution приобрела права на роман Ж. Сименона «Смерть красавицы» (1952), поскольку «качество произведений Жоржа Сименона неподвластно времени. Его интерпретация таким актерским составом и режиссура Бенуа Жако, чей талант уже не нуждается в доказательствах, могут иметь только успех», — объясняет Катрин Бернар. Режиссёром стал Бенуа Жако, авторами сценария — Жако и Жюльен Буавен.
Главные роли в фильме получили Гийом Кане и Шарлотта Генсбур, которые сыграют супружескую пару, Пьера и Клеа.
Съёмки начались 3 ноября 2023 года в коммунне Савиньи-сюр-Орж, Эссонна.
В марте 2024 года Гийом Кане объявил, что отказывается от продвижения фильма в свете обвинений, выдвинутых против режиссера. До него такое же решение приняла актриса Нора Хамзави.